# Fifth Third Bank Tennis Championships 1997
Il Fifth Third Bank Tennis Championships 1997 è stato un torneo di tennis facente parte della categoria ATP Challenger Series nell'ambito dell'ATP Challenger Series 1997. Il torneo si è giocato a Lexington negli Stati Uniti dal 28 luglio al 3 agosto 1997 su campi in cemento.

## Vincitori

### Singolare
Wayne Black ha battuto in finale  Gianluca Pozzi con il punteggio di 6–4, 6–1.

### Doppio
Wayne Black /  Brian MacPhie hanno battuto in finale  David DiLucia /  Bryan Shelton con il punteggio di 6–4, 7–5.